# Championnats d'Europe d'aviron 1903
Navigation
Édition précédente Édition suivante
Les championnats d'Europe d'aviron 1903, onzième édition des championnats d'Europe d'aviron, ont lieu en 1903 à Venise, en Italie.